# Volleybal op de Zomeruniversiade 2009
Volleybal op de Zomeruniversiade 2009 in Belgrado, Servië.

## Mannen
| Goud | Zilver | Brons |
| Rusland Dmitry Shestak Artem Khabibullin Sergey Bagrey Roman Danilov Denis Kalinin Dmitry Krasikov Denis Biryukov Dmitry Ilinykh Alexey Lipezin Alexander Sokolov Nikita Tkachev Dmitry Shcherbinin | Brazilië Denis Moraes Theo Lopes Romulo Batista Mauricio Cunha Jr Bruno Temponi Orestes Carvalho Jr. Marcos Cavalari Mauricio De Souza Humberto Lima Thiago Sens Thiago Brendle Aurivam Da Silva | Egypte Abdalla Abdel-Salam Abdel-Hay Ahmed Salah El-Din Ahmed Abdel - Latif Osman Mohamed Ahmed Mohamed Youssef Saleh Fathy Mohamed Rashad Shebl El - Dosouky Afifi Ahmed Youssef Mohamed Abdel - Moneim Mahmoud Moustafa El - Koumy Mohamed Aly Seifelnasr Abdalla Hossam Youssef Mohamed Essam El-Din |

## Vrouwen
| Goud | Zilver | Brons |
| Italië Enrica Merlo Manuela Di Crescenzo Giulia Pincerato Serena Ortolani Veronica Angeloni Valentina Arrighetti Federica Stufi Lucia Crisanti Lucia Bosetti Ilaria Garzaro Cristina Barcellini Annamaria Quaranta | Servië Jelena Nikolić Jovana Brakočević Ivana Djerisilo Stankovic Nataša Krsmanović Jasna Majstorović Ana Antonijević Jovana Vesović Maja Ognjenović Stefana Veljković Milena Rasic Silvija Popović Sanja Bursac | Polen Anna Kaczmar Ewelina Sieczka Karolina Kosek Katarzyna Wellna Marta Haladyn Dominika Koczorowska Berenika Okuniewska Katarzyna Zaroslinska Krystyna Tkaczewska Klaudia Kaczorowska Zuzanna Efimienko Paulina Maj |

## Medaillespiegel
| Plaats | Land     | Goud | Zilver | Brons | Totaal |
| 1      | Italië   | 1    | 0      | 0     | 1      |
| 1      | Rusland  | 1    | 0      | 0     | 1      |
| 3      | Brazilië | 0    | 1      | 0     | 1      |
| 3      | Servië   | 0    | 1      | 0     | 1      |
| 5      | Egypte   | 0    | 0      | 1     | 1      |
| 5      | Polen    | 0    | 0      | 1     | 1      |
| Totaal | Totaal   | 2    | 2      | 2     | 6      |

Atletiek · Basketbal · Boogschieten · Duiken · Gymnastiek · Judo · Schermen · Taekwondo · Tafeltennis · Tennis · Voetbal · Volleybal · Waterpolo · Zwemmen